# Сегал, Ида Нухимовна
Ида Нухимовна Сегал (в замужестве Фирер, 1923—2017) — советский офицер, участница Великой Отечественной войны, представленная к званию Героя Советского Союза, награждённая Орденом Красного Знамени (1943).

## Биография
Родилась января 1923 года в Фастове в еврейской семье. В 1930 году семья переехала в Киев.
С 1938 года — член ВЛКСМ, в 1940 году окончила школу. В 1941 году поступила на первый курс геолого-географического факультета Киевского государственного университета.
С началом Великой Отечественной войны добровольно вступила в ряды Красной Армии. Принимала участие в боях на Юго-Западном фронте, с ноября 1941 года продолжала службу в 204-й воздушно-десантной бригаде 1-го воздушно-десантного корпуса. Принимала участие в лыжном десанте под городом Демянском, совершила шесть парашютных прыжков.
В декабре 1941 года стала кандидатом в члены ВКП(б)/КПСС, 14 июня 1942 года была принята в члены партии. Затем участвовала в боях на, Северо-Западном, Донском, Сталинградском, Центральном, 1-м Белорусском, 1-м Украинском фронтах в составе различных частей, занимала должности заместителя командира роты по политчасти, комсорга стрелкового батальона, комсорга полка, помощника начальника политотдела по комсомольской работе. День Победы встретила в Польше.
По окончании воны, 30 августа 1945 года, вышла замуж за командира батареи 493-го истребительно-противотанкового артиллерийского полка — старшего лейтенанта Фирера Александра Самойловича. Жили в Одессе, занималась военно-патриотической работой среди школьников, с 1946 по 1969 год возглавляла женсоветы частей. С 1 января 1984 года — персональный пенсионер. После распада СССР эмигрировала в США, проживала в Лос-Анджелесе. Принимала участие в создании видео-материалов, посвящённых 50-й годовщине победы над фашизмом в Европе.
Умерла 27 февраля 2017 года.
Была награждена орденами Красного Знамени, Отечественной войны 1-й степени и Красной Звезды, а также медалями, в числе которых «За оборону Сталинграда».